# Chrysalis Music
Chrysalis Music is een Britse muziekuitgeverij.

In 1967 richtten Chris Wright en Terry Ellis in Londen de Ellis-Wright Agency op. Wright was de manager van Ten Years After en Ellis beheerde de contracten van Clouds. Uit hun samenwerking ontstond in 1968 Chrysalis Records. De naam was een samentrekking van Wrights voornaam en de achternaam van Ellis. 

In het begin van de jaren 1970 scoorde het platenlabel diverse hits met groepen als Jethro Tull, Ten Years After en Procol Harum. Later tekende het label ook contracten met new-wave- en punkgroepen zoals Generation X en Blondie. In de jaren 1980 boekte het label ook succes met andere bands, o.a. Huey Lewis and the News.
In 1985 werd Chris Wright de enige eigenaar van het label en in 1991 verkocht hij Chrysalis Records aan EMI. Hij behield echter de muziekuitgeverij Chrysalis Music Ltd. In 2010 verkocht Wright Chrysalis Music Ltd aan BMG Rights Management.